# Jean Burger
Pour les articles homonymes, voir Burger.
Ne doit pas être confondu avec Jean Burgers.
Jean Burger (16 février 1907 à Metz - 3 avril 1945 à Nordhausen), alias « Mario », est un résistant français. Militant communiste, il créa le groupe de résistance « Mario » en Moselle annexée par le IIIe Reich avant d'être arrêté et déporté.

## Biographie

### Jeunesse et engagement
Issu d'une famille assez aisée de commerçants grainetiers, Jean Burger naît le 16 février 1907, à Metz, une ville animée d'Alsace-Lorraine. En 1919, l'Alsace-Moselle est rétrocédée à la France. Attiré par les études, Jean Burger devient instituteur et enseigne dans le bassin industriel lorrain. Il milite rapidement au Parti communiste français, et devient secrétaire départemental pour la Moselle du mouvement antifasciste « Paix et Liberté ».
En septembre 1939, Jean Burger est mobilisé au 460e régiment de pionniers. Il reste cantonné sur la ligne Maginot, où il est fait prisonnier le 17 juin 1940. Alors que la Moselle est annexée au Reich allemand, son frère réussit à le faire évader, à la Pentecôte 1941.
Charles Hoeffel, militant du PC et des cheminots CGT, le met en contact avec Georges Wodli, membre du comité central du Parti communiste, qui lui demande d’organiser la résistance communiste en Moselle. Jean Burger crée ainsi le groupe de résistance « Mario », dont l’activité revêt des aspects multiples : impression et diffusion de tracts, récupération d'armes, aide aux prisonniers et aux réfractaires, mais aussi sabotages. 3 000 hommes et femmes auraient participé aux activités du groupe Mario, et parmi les 752 « membres potentiels » de Mario, on compte 22 % d'étrangers.

### Arrestation et déportation
Les arrestations massives en Moselle commencent en août 1943. Elles sont facilitées par le fait que la Gestapo a pu s'emparer, en juin 1940, des dossiers des Renseignements généraux. Le 21 septembre 1943, Jean Burger est arrêté par les Allemands à Metz. Ces derniers mettent en place une souricière leur permettant d’arrêter plusieurs résistants, qui n’avaient pu être prévenus à temps de l’arrestation de « Mario ». À l'arrivée des troupes américaines, fin 1944, le groupe Mario a pratiquement cessé d'exister.
Après son arrestation, Jean Burger est torturé par la Gestapo messine. Il est transféré à la prison militaire de Metz, puis au camp d'internement du fort de Queuleu, avant d'être transféré, en novembre 1944, au camp de Dachau, d'où il ne tarde pas à être dirigé vers Auschwitz-Monowitz. Finalement, le 3 avril 1945, atteint d'une pneumonie, Jean Burger est mortellement blessé par des bombes américaines dans une caserne de chars désaffectée (la Boelcke-Kaserne (en)), annexe du camp de Dora, un mouroir où on laissait les déportés trop faibles ou malades pour travailler.

## Hommage posthume
En hommage à Jean Burger, plusieurs rues et bâtiments de Moselle portent son nom. À Metz, la rue menant au Fort de Queuleu est nommée « Allée Jean-Burger ». Depuis 2012, une école primaire du quartier de Plantières Queuleu porte également son nom. On trouve aussi une « rue Jean-Burger » à Fontoy, à Falck, à Hettange-Grande, à Stiring-Wendel, à Sarralbe, à Saint-Julien-lès-Metz, à Woippy, à Rozérieulles, à Vitry-sur-Orne, à Clouange ainsi qu'à Algrange. La commune de Thionville a quant à elle donné son nom à un gymnase, la commune de Rombas a une salle des fêtes et celle d'Hayange à une place. Le collège de Moyeuvre-Grande porte également son nom, ainsi que la place du marché de Hagondange et la place jouxtant la mairie de Rosselange.

## Distinctions
Il est reconnu « Mort en déportation ».
Jean Burger obtient à titre posthume plusieurs distinctions honorifiques :
- Chevalier de la Légion d'honneur, par décret du 27 novembre 1946
- Croix de guerre 1939-1945 avec palme
- Médaille de la Résistance française, par décret du 31 mars 1947[6]
- Médaille des évadés, par arrêté du ministère des Armées du 16 février 1967